# Cats TV
Cats TV ist eine deutsche Rockband aus den frühen 1980ern.

## Geschichte
Die Band Cats TV wurde 1978 von Musikern aus Cuxhaven gegründet. Besonderes Merkmal waren die Live-Auftritte der Band, bei denen sie die Aussagen ihrer deutschen Texte auf der Bühne mit Hilfe von Laienschauspielern, ausgefallenen Bühnenbildern, Requisiten und Kostümen visualisierten. 1980 erschien das Debütalbum Cats TV.
Bundesweit wurde Cats TV im Zuge der Neuen Deutschen Welle populär, obwohl sich die Band selbst dem Deutschrock zurechnete. Die LP Killerautomat konnte sich auf Platz 55 der deutschen Albumcharts behaupten. Nach der Veröffentlichung stießen Detlef (Nibbl) Niemeyer als zweiter Gitarrist und Burkhard Kuhn als neuer Bassist zur Band.
1983 brachten Cats TV ihre vorerst letzte LP No. 3 heraus, die auch für eine internationale Veröffentlichung mit englischen Texten produziert werden sollte. In dieser Formation wurden noch bis 1984 Live-Auftritte bestritten. Ende des Jahres 1984 beschlossen Schwanke und Baumann die Auflösung der Band.
1993 erfolgte eine kurzzeitige Reunion von Cats TV in Erstbesetzung und zusätzlich Andreas Hinsch (ex-Pandance) am Bass.

## Neuanfang
Anfang 2004 veröffentlichte Cats TV die durch Faninitiative entstandene CD 2000drei, welche neu gemasterte Lieder und unveröffentlichtes Material enthielt. 2007 wurde die CD Cats TV ...on stage – Live in Cuxhaven herausgebracht.
Seit Januar 2009 gibt es ein Release ihrer drei veröffentlichten LPs Cats TV, Killerautomat und No. 3 auf CD in limitierter Auflage. 2010 wurde die Best of CD Revue Optimale veröffentlicht und eine erneute Reunion der Band in neuer Besetzung gestartet. Frontmann der Reunion ist Stefan Wagner Krüger, am Bass steht Oliver Lagemann, Tom Baumann am Keyboard und Heino Braas am Schlagzeug und Maik Jibben an der Gitarre.
Im August 2019 verließ Gitarrist Maik Jibben Cats TV und Burkhard Kuhn, von 1982 bis 1984 Bassist, kam zurück. Dieses Mal als Gitarrist. Er war 1985 nach Hamburg gezogen und in der dortigen Szene in verschiedenen Reggae- bis Punkrock-Bands aktiv.
2020 wurde das geplante 40-jährige Jubiläum ihres Debüts durch die Virus-Krise zunichtegemacht.
Am 11. März 2022 erschien in Neuauflage „Cats TV.. die frühen Jahre“ der ersten drei Alben auf CD in einer Box – und am 25. März 2022 folgte das neue Album „LOS!“ auf On Stage Records.
Elf neue Songs wurden im Sad Rex Studio von Pete Draack aufgenommen und gemastert.
Im April desselben Jahres folgte eine kleine LOS! Tour durch Norddeutschland.

## Diskografie
(Quelle: )

### Alben
- 1980/2009: Cats TV
- 1981/2009: Killerautomat
- 1983/2009: No. 3
- 2004: 2000drei
- 2007: Live in Cuxhaven
- 2010: Revue Optimale
- 2011: Live Bootleg
- 2012: Norden (Maxi-CD und Ltd. Vinyl Edition)
- 2022: … die frühen Jahre (3-CD-Box)
- 2022: Los!

### Singles
- 1980: Koxhafen
- 1982: Killerautomat
- 1982: Es tut mir leid